# Guianacara oelemariensis
Guianacara oelemariensis är en fiskart som beskrevs av Kullander och Nijssen, 1989. Guianacara oelemariensis ingår i släktet Guianacara och familjen Cichlidae. IUCN kategoriserar arten globalt som livskraftig. Inga underarter finns listade i Catalogue of Life.